# Trichocolletes burnsi
Trichocolletes burnsi is een vliesvleugelig insect uit de familie Colletidae. De wetenschappelijke naam van de soort is voor het eerst geldig gepubliceerd in 1965 door Michener.
De bij wordt 12 tot 14 millimeter lang. De soort komt voor in het westen van Australië.